# Rustan Lundbäck
Rustan Carl Åke Lundbäck, född 9 september 1962 i Göteborg, är en svensk handbollstränare. Han är främst känd för att sin framgångsrika period i IK Sävehof, dels på damsidan men framför allt på herrsidan.
Lundbäck tränade Sävehofs herrlag i nio år och var med om att vinna lagets tre första SM-guld, 2004, 2005 och 2010. Framstående spelare under denna period var bland andra Erik Fritzon, Jan Lennartsson, Jonas Larholm, Kim Andersson, Patrik Fahlgren, Johan Jakobsson och Jonathan Stenbäcken.
Säsongen 2022/2023 skrev Lundbäck historia med HK Aranäs damlag, då han ledde dom till vinst i Allsvenskan för att för första gången någonsin bli uppflyttade till SHE.

## Meriter
- SM-guld 1989 med Redbergslids IK (assisterande)
- SM-guld 2000 med IK Sävehofs damlag
- Tre SM-guld (2004, 2005 och 2010) med IK Sävehofs herrlag